# 寝ろ、起きろ、学校行け!
『寝ろ、起きろ、学校行け!』（ねろ おきろ がっこういけ）は、施川ユウキによる日本のホラー漫画。『Eleganceイブ』（秋田書店）にて、2011年6月号（2011年4月26日発売）から同年8月号（2011年6月25日発売）まで全3回の短期集中連載として連載された。。
ギャグ漫画家である施川による初のホラー作品。掲載ページ数は毎回6ページ。同誌におけるギャグ漫画家によるホラー漫画作品枠「GAG TO HORROR SERIES」の第1弾として描かれた。

## タイトルの由来
本作品のタイトルについて、タイトルが気に入っている映画『動くな、死ね、甦れ!』（監督:ヴィターリー・カネフスキー）からもじっただけで、特に意味は無いと施川自身は語っている（ツイッター2011年4月26日より）。
各話のサブタイトルは「Go Sleeping!」（第1話）、「Wake Up!」（第2話）、「Go to School!!」（第3話）であり、タイトルの『寝ろ、起きろ、学校行け!』の各句に対応している。

## 関連企画
掲載誌である『Eleganceイブ』2011年11月号（2011年9月26日発売）において、「なぜ僕たちギャグ漫画家がホラーを描くのか」と題して「GAG TO HORROR SERIES」の執筆者である施川、カラスヤサトシ、石黒正数の三者による鼎談が掲載された。掲載ページ数は3ページ。